# Rio Água Palito
O Rio Água Palito é um curso de água de São Tomé e Príncipe, localizado no distrito de Lobata, ilha de São Tomé. Este curso de água corre para Oeste até encontrar o mar próximo à Praia da Nazaré e à Praia do Lagarto. 